# Sergio Romero
Sergio Germán Romero (* 22. Februar 1987 in Bernardo de Irigoyen) ist ein argentinischer Fußballtorwart. Er spielt aktuell für die Boca Juniors.

## Karriere

### Verein
2004 stieß Romero in den Profikader des argentinischen Klubs Racing Club Avellaneda. Dort war er bis 2007 unter Vertrag, ehe er nach Europa zum AZ Alkmaar wechselte. Die Ablösesumme betrug 1,5 Millionen €. Bei Avellaneda war er nur Ersatz und kam auf nur wenige Einsätze. Doch bereits in seiner ersten Saison bei Alkmaar kam er auf regelmäßige Einsatzzeiten und stand in Konkurrenz mit Joey Didulica und Boy Waterman. Sein erstes Spiel für die Rot-Weißen bestritt Romero am 30. September 2007, als die etatmäßige Nummer eins, Boy Waterman, verletzungsbedingt ausgewechselt werden musste. In seiner ersten Saison als Stammtorwart blieb er 2008/09 in 18 Ligaspielen ohne Gegentor. Im März 2009 brach er sich allerdings aus Wut über eine Niederlage im Pokal gegen NAC Breda die Hand. Trotzdem konnte er im April, drei Spieltage vor Schluss, mit dem AZ Alkmaar die Meisterschaft feiern. Im Sommer 2011 wechselte der Argentinier nach Italien zu Sampdoria Genua.
Mitte August 2013 wechselte Romero für ein Jahr auf Leihbasis mit Kaufoption in die französische Ligue 1 zum AS Monaco.
Zur Saison 2015/16 wechselte Romero in die Premier League zu Manchester United. Er erhielt einen Dreijahresvertrag bis zum 30. Juni 2018 mit der Option auf eine weitere Spielzeit und traf auf Trainer Louis van Gaal, unter dem er bereits bei AZ Alkmaar spielte.
Im Juli 2017 verlängerte Romero seinen Vertrag bei den Red Devils vorzeitig bis 2021.

### Nationalmannschaft
Romero war Junioren-Nationalspieler Argentiniens. Für die Südamerikanische-Junioren-Meisterschaft 2007 war er nominiert. Hinter Brasilien belegte seine Mannschaft den zweiten Platz und qualifizierte sich somit für die U20-Junioren-Fußballweltmeisterschaft 2007 in Kanada. Nachdem man zu Beginn der Gruppenphase nur 0:0 gegen Tschechien spielte und somit einen holprigen Turnierstart hatte, trafen sich beide Mannschaften im Endspiel wieder. Dort setzten sich die Nachwuchskicker Argentiniens mit 2:1 durch. Für die Olympischen Spiele 2008 wurde Romero in den Kader der Argentinier berufen. Dort wurde er, als Nummer 2 hinter Óscar Ustari, Olympiasieger.
Bei den Weltmeisterschaften 2010 und 2014 war Romero Stammkeeper der Argentinier und absolvierte alle  Partien. Im Halbfinal-Spiel 2014 gegen die Niederlande wurde er zum „Man of the Match“ gewählt, nachdem er im Elfmeterschießen zweimal parierte und damit sein Team ins Finale gegen Deutschland brachte. Darin konnte er das einzige Finaltor durch Mario Götze allerdings nicht verhindern. Aufgrund seiner Leistung im Turnier wurde Romero für den Goldenen Handschuh als bester Torhüter der Weltmeisterschaft nominiert. Romero ließ in sieben Spielen der Weltmeisterschaft wie der letztlich ausgezeichnete deutsche Torwart Manuel Neuer nur vier Gegentreffer zu. Kurz vor der Weltmeisterschaft 2018 verletzte er sich, so dass er das Turnier in Russland verpasste.

## Erfolge
- UEFA Europa League: 2017
- Juniorenweltmeister: 2007
- Olympiasieger: 2008
- Niederländischer Meister: 2009
- Niederländischer Supercupsieger: 2009
- FA Cup: 2016
- FA Community Shield: 2016
- EFL Cup: 2017
- Vize-Weltmeister: 2014
- Vize-Meister der Copa América: 2015
- Vize-Meister der Copa América: 2016